# SN 1985U
SN 1985U – supernowa odkryta 16 września 1985 roku w galaktyce A022541+3935. W momencie odkrycia miała maksymalną jasność 15,20m.